# Żubrobizon

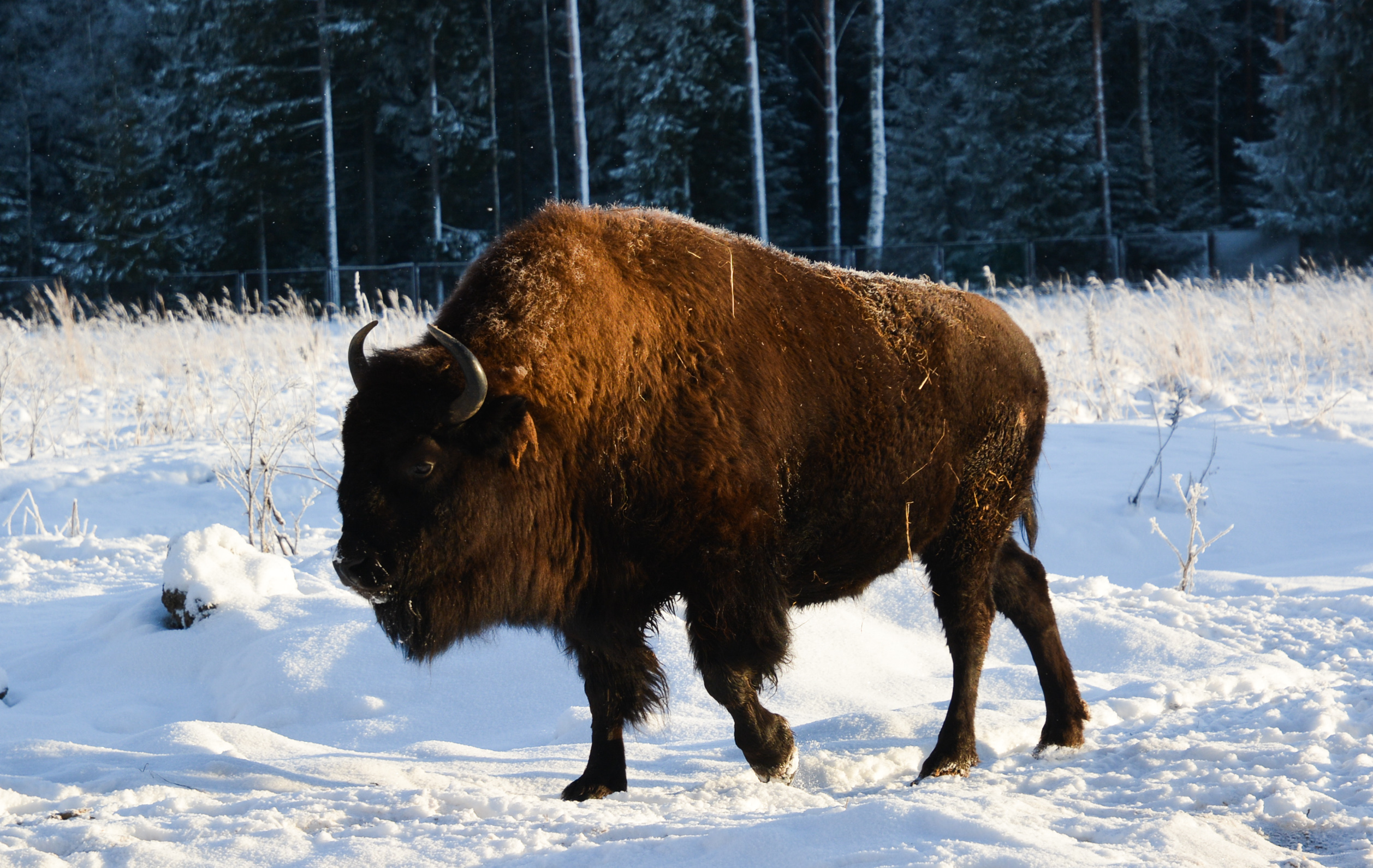
Żubrobizon w Parku Nowo-Kawgołowskim (Toksowo, koło Petersburga)

Żubrobizon – płodny mieszaniec międzygatunkowy powstały w wyniku skrzyżowania dwóch gatunków z rodzaju bizon (Bison): żubra europejskiego (Bison bonasus) i bizona amerykańskiego (Bison bison). Tworzenie i hodowla hybrydy były związane z ideą restytucji żubra europejskiego. W 2000 roku hybryda została opisana także jako podgatunek żubra europejskiego Bison bonasus montanus Rautian, Kalabuszkin & Niemcew, 2000 i wpisany do Czerwonej Księgi Gatunków Chronionych Republiki Adygeja. Propozycja ta spotkała się z krytyką środowiska naukowego.

## Żubrobizony w Polsce

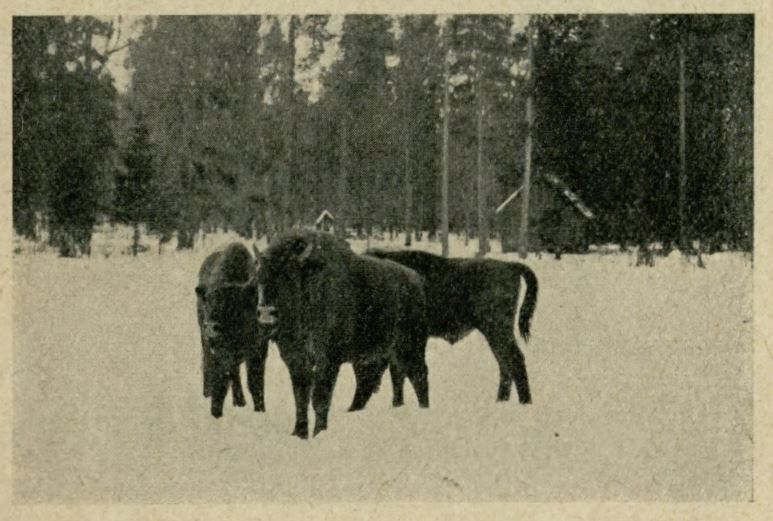
Młode żubrobizony – Białowieża, zima 1931

W 1929 roku warszawski Ogród Zoologiczny nabył za pośrednictwem Karola Hagenbecka z firmy „Tierparadies” ze Stellingen koło Hamburga trzy żubry oraz cztery żubrobizony. Już jesienią tego samego roku część tych zwierząt została przeniesiona do Białowieży. Trafiły tam pochodzące ze Sztokholmu trzy (pochodzące od białowieskiego byka i matki będącej potomkiem białowieskiego byka i bizonki) żubrobizonki: Faworyta (ur. 28.12.1927), Stolce (ur. 29.09.1925) i Sweja (26.03.1922) oraz byk Kobalt (15.06.1927) – potomek białowieskiej żubrzycy i żubrobizona. Wraz z Kobaltem do Białowieży trafił także byk Kobold – mieszaniec żubra, żubrobizona i krowy domowej. Populacja żubrobizonów funkcjonowała w Puszczy Białowieskiej przez kilka lat, lecz w okresie 1935–1936, w trosce o czystość odtwarzanego tam stada żubrów, wszystkie żubrobizony przeniesiono do ufundowanego przez Polonię kanadyjską rezerwatu w Smardzewicach koło Spały. W 1939 roku w Złotej Wsi koło Supraśla powstała zagroda (120 ha) dla żubrów. 30 lipca 1939 roku żubrobizony z lasów spalskich zostały wypuszczone do zagrody. W latach 1941–1944, podczas okupacji niemieckiej, do Białowieży ponownie sprowadzono jednego samca, który był używany do rozpłodu z samicami żubra europejskiego. Po wojnie, w trosce o czystość gatunku, z Puszczy Białowieskiej wywieziono mieszańce. Ostatni opuścił Białowieżę 25 września 1950 roku. W Polsce podejmowane są działania zmierzające do zapobieżenia możliwości tworzenia krzyżówek żubra europejskiego z bizonami. W związku z tym jako działanie profilaktyczne wprowadzony został zakaz hodowli bizonów amerykańskich, które są traktowane jako gatunek inwazyjny.

## Żubrobizony na Kaukazie
Żubrobizony zostały także wprowadzone na Kaukazie. Najpierw na terenie Rezerwatu Kaukaskiego (1940), a później (1959) Gospodarstwa Leśnego w Nalczyku. W latach 60. XX wieku tempo wzrostu liczebności populacji było oceniane na 10–12% w skali roku. W okresie szczytowego rozwoju stad populacja w Nalczyku osiągnęła liczebność rzędu 250 zwierząt, a w Kaukaskim Zapovedniku około 1500 osobników. Fala kłusownictwa w latach 90. XX wieku przyczyniła się do spadku liczebności obu populacji – do odpowiednio 18 i 500 zwierząt. Taki stan liczebności utrzymywał się co najmniej do 2010 roku.
Hybryda została w 2000 roku opisana przez Rautiana, Kałabuszkina i Niemcowa także jako podgatunek żubra europejskiego Bison bonanus montanus oraz wpisana do Czerwonej Księgi Gatunków Chronionych Republiki Adygeja i objęta ochroną rezerwatową. Propozycja ta spotkała się z krytyką środowiska naukowego. Ochrona hybrydy uniemożliwia ewentualne zlikwidowanie kaukaskich populacji. Próby takie były podejmowane już w latach 80. XX wieku.